# ROKS Cheonan (PCC-772)
Pour les articles homonymes, voir ROKS Cheonan.
Le ROKS Cheonan (PCC-772) (en coréen : 천안) était une corvette de classe Pohang de la Marine de la République de Corée, mise en service en 1989.
Le 26 mars 2010, elle s'est brisée en deux et a coulé en mer Jaune près de l'île de Baengnyeong proche de la frontière maritime avec la Corée du Nord, tuant 46 marins. Une enquête menée par une équipe internationale d'experts de Corée du Sud, des États-Unis, du Royaume-Uni, du Canada, de l'Australie et de la Suède a conclu que Cheonan avait été coulé par une torpille lancée par un sous-marin de poche de classe Yono de la marine nord-coréenne.

## Historique
La classe Pohang est une série de corvettes construites par différentes entreprises de construction navale coréennes. Cette classe se compose de 24 navires et certains après le déclassement ont été vendus ou donnés à d'autres pays. Il existe cinq types différents dans la classe, du vol II au vol VI.
Cheonan a été lancé en novembre 1989 par la Korea Tacoma Marine Ind., Ltd., à Masan en Corée du Sud. La mission principale du navire était la patrouille côtière, avec un accent sur les opérations anti-sous-marines. Il a été impliqué en 1999 dans la première bataille de Yeonpyeong, où il a subi de légers dommages à la poupe. Son démantèlement était prévu pour 2019.

## Naufrage, récupération et conséquences

### Naufrage
Le 26 mars 2010, une explosion s'est produite près de l'arrière du Cheonan, provoquant la rupture du navire en deux. La cause de cette explosion n'a pas été immédiatement déterminée.

Baengnyeong (en rouge) au nord-ouest de la Corée du Nord.

Le navire de plus de 1.200 tonnes a commencé à couler à 21h20 heure locale (12h20 UTC) à environ 1 mille marin (1,9 km) au large de la côte sud-ouest de l'île de Baengnyeong dans la mer Jaune,. Le navire avait un équipage de 104 hommes au moment du naufrage : 58 membres d'équipage ont été sauvés et 46 autres ont disparu. Le capitaine de Cheonan, le commandant Choi Won-il, a déclaré que le navire s'était brisé en deux et que la poupe avait coulé cinq minutes après l'explosion et pendant qu'il évaluait encore la situation . Le 17 avril 2010, la Corée du Nord a nié toute implication dans le naufrage du Cheonan .

### Sauvetage et récupération

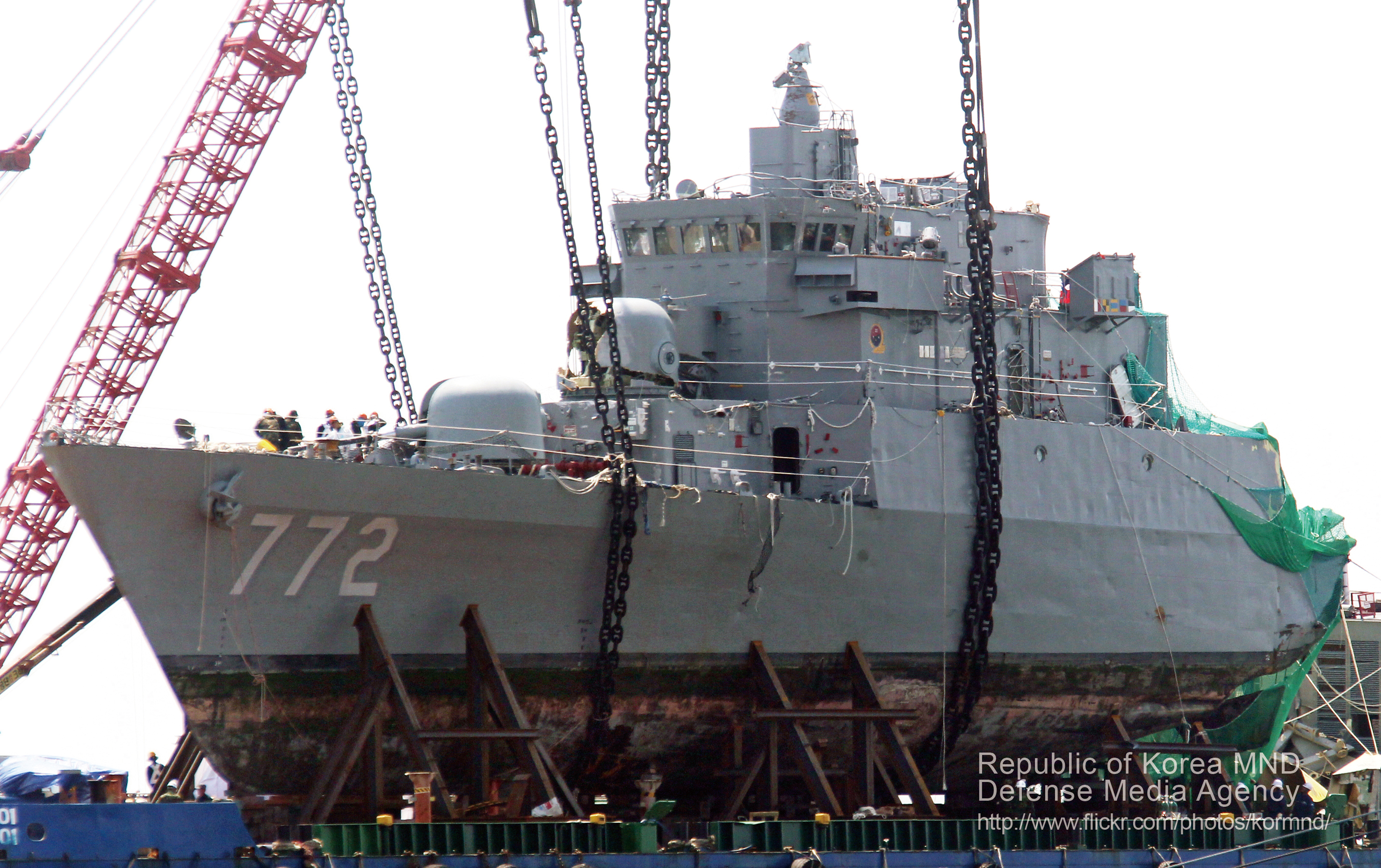
Renflouement du Cheonan (22 juin 2012).

Au départ, six navires de la marine sud-coréenne et deux navires de la garde côtière sud-coréenne ont aidé au sauvetage, ainsi que des avions de la Force aérienne de la République de Corée. Il a été rapporté le 27 mars que l'espoir de retrouver vivants les 46 membres d'équipage disparus s'estompait. Le temps de survie dans l'eau était estimé à environ deux heures et de grosses vagues entravaient les tentatives de sauvetage. Le navire a coulé dans des eaux profondes de 45 mètres avec une petite partie de la coque renversée encore visible au-dessus de l'eau. On s'attendait à ce que le sauvetage du navire prenne jusqu'à 20 jours. Le 3 avril 2010, la Corée du Sud a annulé l'opération de sauvetage pour les marins disparus, après que les familles des marins aient demandé que l'opération soit suspendue par crainte de nouvelles victimes parmi les plongeurs de sauvetage.
Le 15 avril 2010, la partie arrière du navire a été treuillée du fond marin par une grande grue flottante, vidangée de l'eau et placée sur une barge pour le transport vers la base navale de Pyongtaek. La même grue a soulevé la partie avant de Cheonan le 24 avril 2010.  Les parties du navire récupérées ont été emmenées à la base navale de Pyongtaek pour une enquête sur la cause du naufrage par des experts sud-coréens et étrangers.

### Cause du naufrage
Le 25 avril 2010, le ministre sud-coréen de la Défense, Kim Tae-Young, a déclaré que la cause la plus probable de l'explosion qui a coulé Cheonan était une torpille ; sa déclaration était la première d'un responsable sud-coréen citant publiquement une telle cause. 
Le 20 mai 2010, une commission internationale dirigée par la Corée du Sud enquêtant sur le naufrage de Cheonan a présenté ses conclusions, déclarant que le navire avait été coulé par une torpille nord-coréenne. Les pièces de torpille récupérées sur le site de l'explosion par un navire de dragage le 15 mai, qui comprennent des hélices contrarotatives à pales 5x5, un moteur de propulsion et une section de direction, étaient censées correspondre parfaitement aux schémas de la torpille CHT-02D inclus dans la brochure fournie aux pays étrangers par la Corée du Nord à des fins d'exportation. Les marques en Hangeul ("1번"), trouvés à l'intérieur de l'extrémité de la section de propulsion, auraient été compatibles avec les inscriptions sur une torpille nord-coréenne précédemment obtenue. 
Le 13 septembre 2010, le rapport final a conclu que Cheonan a été brisé et coulé en raison d'une onde de choc et d'un effet de bulle générés par l'explosion sous-marine d'une torpille. Le lieu de la détonation était à trois mètres du centre de la salle des turbines à gaz et à une profondeur de 6 à 9 mètres.
La Corée du Nord a nié être responsable du naufrage. La Chine a rejeté le scénario officiel présenté par la Corée du Sud et les États-Unis comme non crédible. Une enquête menée par la marine russe n'a pas non plus concordé avec le rapport. Le 9 juillet 2010, le Conseil de sécurité des Nations Unies a fait une déclaration présidentielle condamnant l'attaque mais sans identifier l'attaquant.

### Navire musée
Le ROKS Cheonan est maintenant un navire musée à la base navale de Pyeongtaek. Il est stationné près du bateau de patrouille ROKS PKM 357 coulé en 2002 lors de la Seconde bataille de Yeonpyeong.

## Galerie

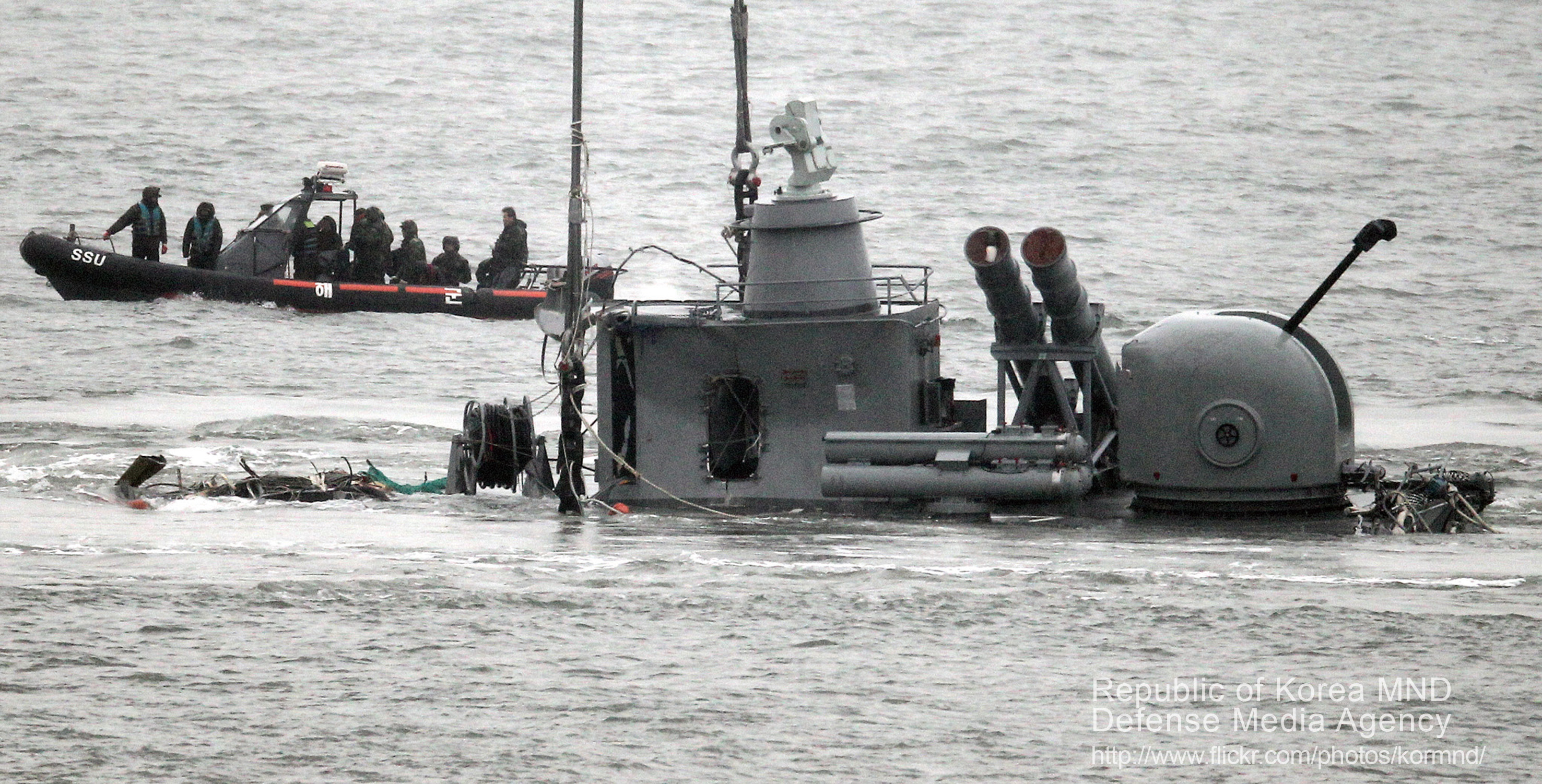
Après le naufrage.
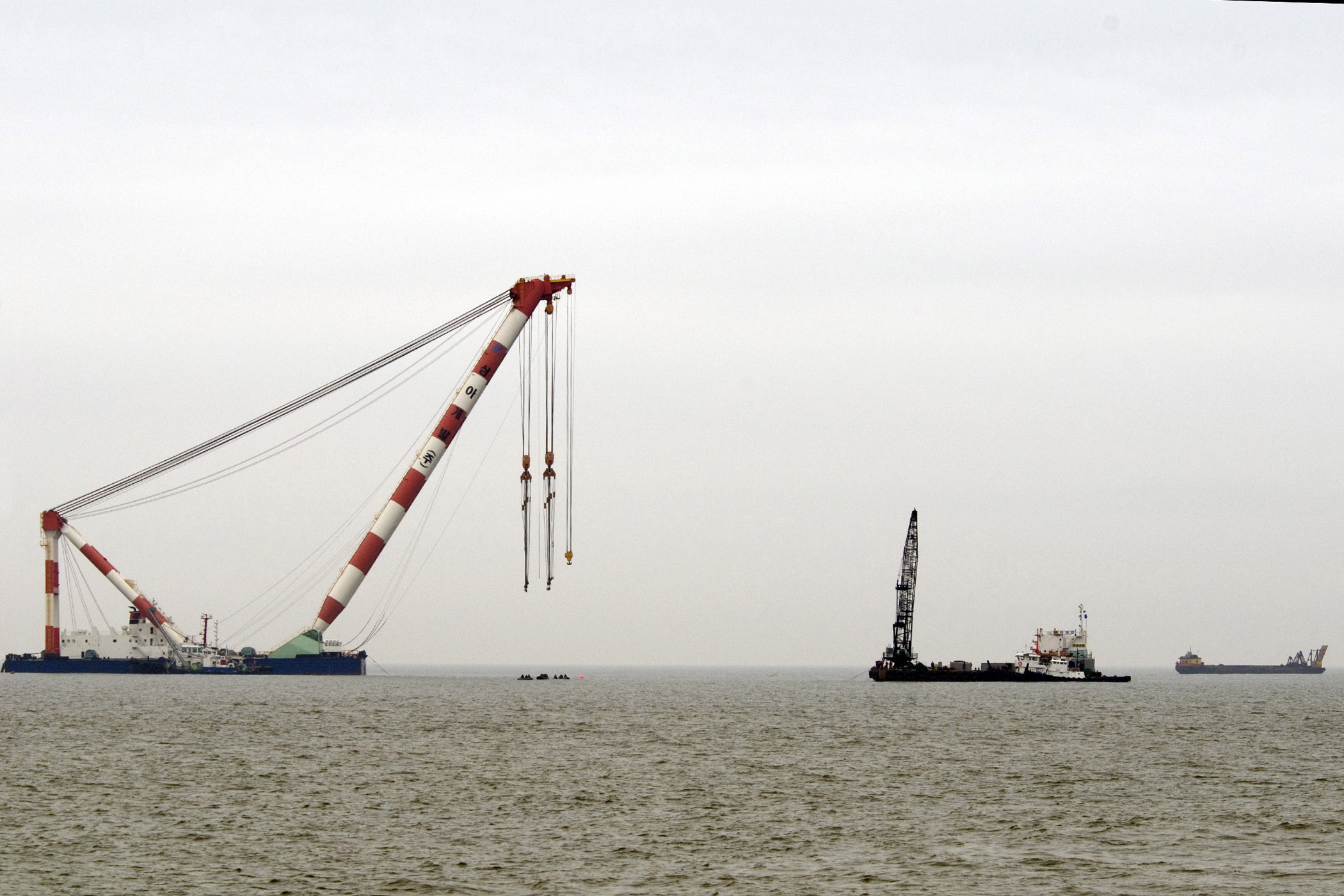
Grue pour le renflouement.
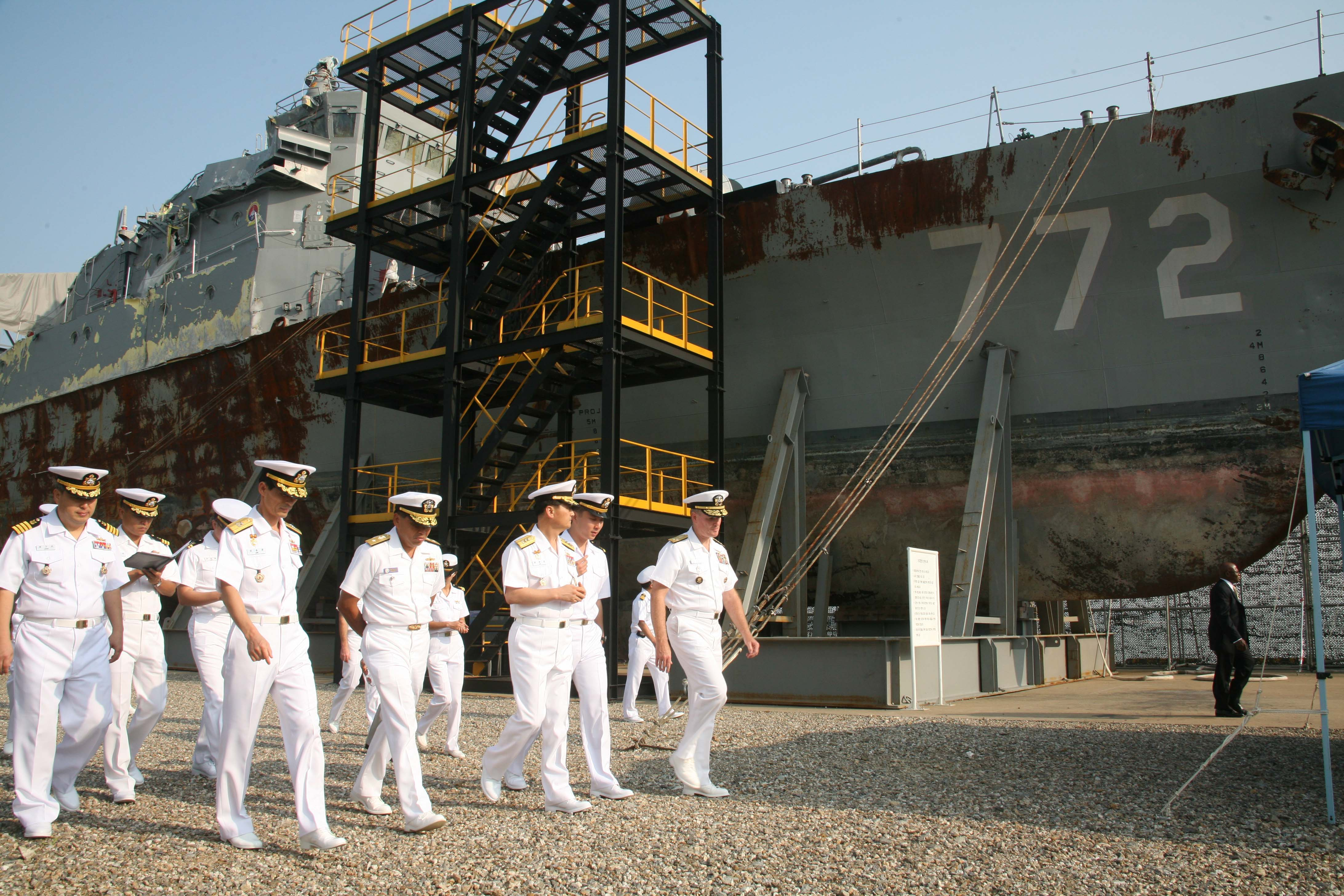
L'épave du ROKS Cheonan à la base navale de Pyeongtaek en septembre 2010.